# Tây Phú, Tây Sơn
Tây Phú là một xã thuộc huyện Tây Sơn, tỉnh Bình Định, Việt Nam.

## Địa lý

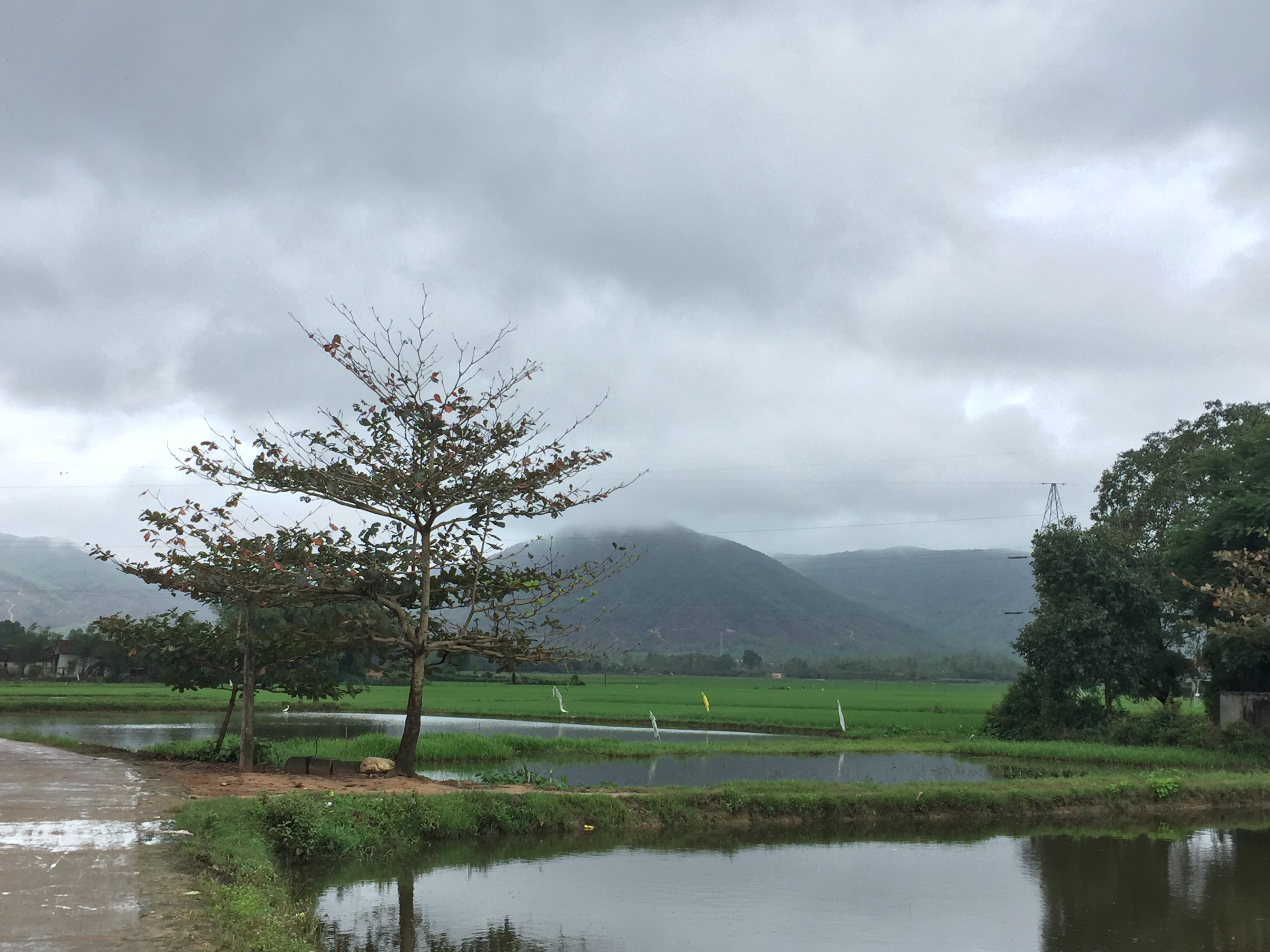
Cánh đồng tại xã Tây Phú

Xã Tây Phú nằm ở phía nam huyện Tây Sơn, có vị trí địa lý:
- Phía đông giáp xã Tây Xuân
- Phía tây giáp các xã Bình Tường và Vĩnh An
- Phía nam giáp huyện Vân Canh
- Phía bắc giáp thị trấn Phú Phong và xã Bình Tường.

Xã có diện tích 58,71 km², dân số năm 2005 là 10.087 người, mật độ dân số đạt 172 người/km².

## Lịch sử
Xã Tây Phú được thành lập vào ngày 14 tháng 2 năm 1987 trên cơ sở 3.642 ha diện tích tự nhiên và 8.634 người của xã Bình Phú cũ.
Ngày 15 tháng 11 năm 2005, Chính phủ ban hành Nghị định 143/2005/NĐ-CP. Theo đó, điều chỉnh 41,3 ha diện tích tự nhiên và 2.185 người của xã Tây Phú về thị trấn Phú Phong quản lý.
Sau khi điều chỉnh địa giới hành chính, xã Tây Phú còn lại 5.870,70 ha diện tích tự nhiên và 10.087 người.

## Hành chính
Xã Tây Phú được chia thành 5 thôn: Phú Hiệp, Phú Lâm, Phú Mỹ, Phú Thịnh, Phú Thọ.

## Du lịch
- Khu du lịch Hầm Hô
- Từ đường Võ Văn Dũng